# Cyphomyrmex transversus
Cyphomyrmex transversus es una especie de hormiga del género Cyphomyrmex, tribu Attini, familia Formicidae. Fue descrita científicamente por Emery en 1894.
Se distribuye por Argentina, Brasil, Ecuador, Guayana Francesa, Panamá, Paraguay y Uruguay. Se ha encontrado a elevaciones de hasta 1200  metros. Habita en matrorrales y el forraje.